# Rinorea ulmifolia
Rinorea ulmifolia és una espècie de planta que pertany a la família de les violàcies. És endèmica al nord-oest de Colòmbia i està relativament ben recopilada a la vall del riu Magdalena, des de Bogotà fins a Sierra Nevada de Santa Marta